# دوهرن
دوهرن (به آلمانی: Döhren) یک منطقهٔ مسکونی در آلمان است که در ائبیسفلده-وفرلینگن واقع شده‌است. دوهرن ۲۲۰ نفر جمعیت دارد.